# ليون كولمان
ليون كولمان (بالإنجليزية: Leon Coleman)‏ هو منافس ألعاب قوى أمريكي، ولد في 1 سبتمبر 1944 في برمنغهام في المملكة المتحدة.

## وصلات خارجية
- ليون كولمان على موقع الاتحاد الدولي لألعاب القوى (الإنجليزية)
- ليون كولمان على موقع أوليمبيديا (الإنجليزية)